# Хутірка (притока Росі)
Хутірка — річка  в Україні, у Погребищенському  районі Вінницької області. Ліва притока Росі (басейн Дніпра).

## Опис
Довжина річки 6,2 км, площа басейну 9,6 км². Впадає у Рось за 335 км від її гирла.

## Розташування
Бере початок на південному заході від Черемошного. Тече переважно на південний схід і на північно-східній околиці Спичинців впадає у річку Рось, праву притоку Дніпра. 
Річку перетинає автомобільна дорога Т 0236.